# Stralcio
Lo stralcio è la separazione di uno o più elementi da un insieme; nell'ordinamento giuridico italiano, tale termine indica più propriamente:
- nel diritto commerciale, un insieme di procedure volte alla completa estinzione di debiti gravanti su un soggetto (saldo a stralcio);
- nel diritto processuale, la separazione di una determinata posizione giuridica dal procedimento instaurato o di specifici atti ad esso pertinenti;
- lo stralcio avviene anche nel settore immobiliare con procedure che si chiamano operazioni in preasta

## Diritto commerciale
Tale procedura, attuabile correttamente ed in tempi brevi solo da chi appartiene al settore, determina l'annullamento della posizione di debito gravante sul soggetto in questione ed il completo "sbiancamento" della situazione finanziaria degli esecutati, facendo pagare un importo minore al debitore.
Questo accordo è una transazione dove debitore e creditore si mettono d'accordo valutando insieme la reciproca convenienza a non prolungare una situazione negativa per entrambi.
L'accordo deve convenire ad entrambe le parti:
- per il debitore che non ha la possibilità di pagare la somma dovuta e che per effetto degli interessi continua ad aumentare;
- per il creditore che rischia di dover affrontare costose e lunghe controversie giudiziali che non sempre gli garantiscono di entrare in possesso della somma dovuta.

La procedura è completamente legale e viene spesso attuata da aziende del settore finanziario ed immobiliare.

## Diritto processuale
Nel diritto processuale, lo stralcio di una data posizione giuridica dà luogo a separazione dei procedimenti: così, ad esempio, può essere stralciata una causa o un capo d'imputazione.

### Ordinamento processuale penale
Nell'ordinamento giuridico italiano, secondo quanto stabilito dall'art. 18 del codice di procedura penale, la separazione di processi può essere disposta:
- se, nell'udienza preliminare, il giudice ritiene di poter giungere prontamente alla decisione nei confronti di uno o più imputati, o per una o più imputazioni, mentre ritiene di dover esperire ulteriori attività d'indagine nei confronti di altri imputati o per altre imputazioni;
- se è stata ordinata la sospensione del procedimento nei confronti di uno o più imputati o per una o più imputazioni;
- se uno o più imputati non sono comparsi al dibattimento per nullità dell'atto di citazione o della sua notificazione, per legittimo impedimento o per mancata conoscenza incolpevole dell'atto di citazione;
- se uno o più difensori di imputati non sono comparsi al dibattimento per mancato avviso o per legittimo impedimento;
- se, nei confronti di uno o più imputati o per una o più imputazioni, l'istruzione dibattimentale risulta conclusa, mentre nei confronti di altri imputati o per altre imputazioni è necessario il compimento di ulteriori atti.

Resta ferma la facoltà per giudice di non procedere a separazione quando ritenga che la trattazione unitaria risulti assolutamente necessaria per l'accertamento dei fatti.
La separazione può essere altresì disposta, su accordo delle parti, qualora il giudice la ritenga utile ai fini della speditezza del processo.
Oltre ai capi d'imputazione e agli imputati, lo stralcio può riguardare anche determinati atti del processo; si allude, in particolare, allo stralcio delle comunicazioni intercettate nel corso delle indagini (art. 268 c.p.p.). Entro cinque giorni dalla conclusione delle operazioni di intercettazione, i verbali delle operazioni e le registrazioni sono depositati nella segreteria del PM e i difensori delle parti devono essere avvisati della facoltà loro riconosciuta di esaminare gli atti, ascoltare le registrazioni e prendere cognizione dei flussi di comunicazioni; scaduto il termine, il giudice fissa un'apposita udienza e dispone l'acquisizione delle conversazioni o dei flussi di comunicazioni indicati dalle parti, sempreché non siano irrilevanti, procedendo, anche d'ufficio, allo stralcio delle registrazioni e dei verbali di cui è vietata l'utilizzazione. Il pubblico ministero e i difensori hanno diritto di partecipare allo stralcio e sono avvisati almeno ventiquattro ore prima.